# Konrad Keller
Konrad Keller (Walzenhausen, 24 novembre 1876 – Walzenhausen, 11 gennaio 1952) è stato un politico, imprenditore e agricoltore svizzero.

## Biografia
Figlio di Johann Jakob Keller, fabbricante di tende e sindaco, e di Karolina Krüsi, nel 1899 sposò Amalia Annette Künzler, figlia del fabbricante Johann Jakob Künzler. Fabbricante di tende e agricoltore, Keller nel 1919 diede in affitto la sua azienda agricola e negli anni 1920-1930 vendette l'impresa di tende.
Tra il 1910 e il 1919 fu sindaco di Walzenhausen, dal 1911 al 1919 fu membro del Gran Consiglio di Appenzello Esterno e divenne membro del Consiglio di Stato dal 1919 al 1943. In quest'ultimo ruolo diresse tra il 1919 al 1932 il Dipartimento degli affari comunali e quello dell'economia pubblica tra il 1932 al 1943.
Fra gli incarichi non politici fu cassiere della Cassa di risparmio comunale di Walzenhausen tra il 1912 e il 1952, membro dell'amministrazione della Banca cantonale dal 1931 al 1949, membro del consiglio di amministrazione delle Forze motrici di San Gallo-Appenzello dal 1935 al 1942 e membro onorario del coro maschile Harmonie di Walzenhausen.